# 幻影奇譚
『幻影奇譚』（げんえいきたん）は、いなだ詩穂による日本の漫画作品。

## 概要
1995年から1997年にかけて白泉社系列の雑誌に掲載された。作者にとって初めての単行本のタイトルでもある。
このシリーズには下記のほかにも
- 幻影奇譚〜宿木〜（1996年 LaLa 11月号掲載）
- 幻影奇譚〜春待〜（1997年 LaLaDX 3・10号掲載）
- 幻影奇譚〜光月〜（1997年 LaLa 5月号掲載）
- 幻影奇譚〜瞑夏〜（1997年 LaLaDX 9・10号掲載）

の4編があるが、これらは単行本未収録である。

## あらすじ
幻影奇譚（げんえいきたん）
1995年『ルナティックララ』12月10日号掲載
幼かったあの頃、百鬼夜行の夜、出てはいけないと言われていたのに興味本位で外に出てしまった修（よしみ）、彰（あきら）、修の妹・花乃子（かのこ）。行列に出くわしてしまった修と彰は怖さのあまり花乃子を置いて逃げ出してしまう。両親が花乃子の死を認めないまま時が経ち、花乃子の16歳の誕生日がやってくる。
幻影奇譚〜鬼哭〜（おになき）
1996年『ルナティックララ』6月20日号掲載
青年・秋吉は連日同じ悪夢にうなされていた。山吹色の着物を着た角を生やした少女が自分を呪い、殺そうとする夢だ。家の蔵の行李から、その少女の写真を発見した秋吉、心配した友人がその少女の正体を調べてくれると言うが……。
幻影奇譚〜現夢〜（うつつのゆめ）
1996年『ララ』7月号掲載
虫の声が聞こえる少女・雅女也（カナヤ）。親兄弟からさえも気味悪がられ、居場所を無くした雅女也は蛍と名乗る青年と出会う。
幻影奇譚〜華宵〜（はなよい）
1997年『ララDX』1月15日号掲載
真夜中、花嫁行列を目撃した香都（かづ）。誰に言っても信じてくれないが、その日以来、香都の様子がおかしくなっていく。

## 単行本同時収録
背中ノ思イ出（せなかのおもいで）
1996年『ララDX』5月10日号掲載
男子が苦手でうまく話せない中学生・高取さやか。それでも、クラスメイトの杉村と話したいという思いはあり……。